# Hewlett Packard HP-9836
Hewlett Packard HP-9836 (HP-9836) је професионални рачунар фирме Хјулит Пакард (Hewlett Packard) који је почео да се производи у САД током 1983. године.
Користио је Motorola 68000 микропроцесорску јединицу а RAM меморија рачунара је имала капацитет од 512 KB (до 2,5 MB). 
Као оперативни систем кориштен је ROM BASIC.

## Детаљни подаци
Детаљнији подаци о рачунару HP-9836 су дати у табели испод.
|                       |                                                                                      |
| [ 1 ]                 |                                                                                      |
| Произвођач            | Хјулит Пакард                                                                        |
| Тип                   | професионални рачунар                                                                |
| Меморија              | 512 (до 2,5 MB)                                                                      |
| Поријекло             | Сједињене Америчке Државе                                                            |
| Година                | 1983                                                                                 |
| Тастатура             | тастатура са тастерима пуног помака са нумеричком тастатуром и функцијским тастерима |
| Процесор              |                                                                                      |
| Фреквенција процесора | 8                                                                                    |
| RAM                   | 512 (до 2,5 MB)                                                                      |
| ROM                   | непознато                                                                            |
| Текст                 | 80 x 25                                                                              |
| Графика               | непознато                                                                            |
| Боја                  | монохроматски                                                                        |
| Звук                  | непознато                                                                            |
| Димензије             | непознато                                                                            |
| Портови               |                                                                                      |
| Оперативни систем     |                                                                                      |